# Amphoe Wang Muang
Amphoe Wang Muang (Thai: อำเภอ วังม่วง) ist ein Landkreis (Amphoe – Verwaltungs-Distrikt) im nördlichen Teil der Provinz Saraburi. Saraburi liegt in der Zentralregion von Thailand.

## Geographie
Benachbarte Bezirke (von Norden im Uhrzeigersinn): Amphoe Phatthana Nikhom der Provinz Lop Buri sowie die Amphoe Muak Lek und Kaeng Khoi der Provinz Saraburi.

## Geschichte
Amphoe Wang Muang wurde am 1. April 1990 zunächst als „Zweigkreis“ (King Amphoe) eingerichtet, indedm drei Tambon vom Amphoe Muak Lek abgetrennt wurden. 
Am 7. September 1995 bekam Wang Muang den vollen Amphoe-Status.

## Verwaltung

### Provinzverwaltung
Der Landkreis Wang Muang ist in drei Tambon („Unterbezirke“ oder „Gemeinden“) eingeteilt, die sich weiter in 31 Muban („Dörfer“) unterteilen.
| Nr. | Name         | Thai   | Muban | Einw. |
| --- | ------------ | ------ | ----- | ----- |
| 1.  | Salaeng Phan | แสลงพัน | 05    | 3.045 |
| 2.  | Kham Phran   | คำพราน | 09    | 7.253 |
| 3.  | Wang Muang   | วังม่วง  | 17    | 9.050 |

### Lokalverwaltung
Es gibt drei Kommunen mit „Kleinstadt“-Status (Thesaban Tambon) im Landkreis:
- Salaeng Phan (Thai: เทศบาลตำบลแสลงพัน) bestehend aus dem kompletten Tambon Salaeng Phan.
- Wang Muang (Thai: เทศบาลตำบลวังม่วง) bestehend aus den Teilen der Tambon Kham Phran, Wang Muang.
- Kham Phran (Thai: เทศบาลตำบลคำพราน) bestehend aus Teilen des Tambon Kham Phran.

Außerdem gibt es eine „Tambon-Verwaltungsorganisationen“ (องค์การบริหารส่วนตำบล – Tambon Administrative Organizations, TAO)
- Wang Muang (Thai: องค์การบริหารส่วนตำบลวังม่วง) bestehend aus Teilen des Tambon Wang Muang.